# Aproximação por instrumentos

Uma "ficha de aproximação" representando um procedimento de aproximação por instrumentos para uma aproximação ILS ao Aeroporto Tacoma Narrows, EUA.

Aproximação por instrumentos ou em termos mais técnicos procedimento de aproximação por instrumentos do inglês "instrument approach procedure" (IAP), no contexto de aeronaves operando sob Regras de voo por instrumentos (IFR), é a designação de um conjunto de manobras predeterminadas para transferir de forma ordenada uma aeronave voando sob IMC da fase inicial de uma aproximação até o pouso, ou um ponto do qual o pouso possa ser feito manualmente. O conceito ficou também conhecido como pouso às cegas ou aproximação às cegas quando foi introduzido, porém estes termos não são mais comuns entre os aeronautas.

## Classificação e características
Existem duas principais classificações para as IAP's: precisão e não-precisão. Um terceiro tipo de aproximação, disponível apenas para voos IFR mas não considerada uma verdadeira aproximação por instrumentos, será discutida abaixo. As aproximações de precisão utilizam ambas as informações: laterais (localizador) e verticais (glideslope). As aproximações de não-precisão utilizam apenas informações laterais.
As publicações contendo os procedimentos de aproximação por instrumentos são comumente chamadas pelos pilotos de Carta de Aproximação. Estes documentos apresentam graficamente um procedimento específico para ser seguido por um piloto para um tipo de aproximação para uma determinada pista. Apresentam também as altitudes previstas e proas a serem voadas, assim como obstáculos, terreno e espaços aéreos condicionados que possam vir a existir. Além disso, eles também listam os procedimentos para uma aproximação perdida e frequências de rádio usuais.
No passado, a necessidade de auxílios à navegação aérea (tais como VOR e NDB) normalmente permitiam apenas aproximações para pistas em terra (por exemplo asfalto, cascalho, grama e gelo). Entretanto, os recentes avanços na tecnologia de aproximação por GPS permitiram a criação de aproximações por instrumento para aeródromos na água, como o Rangeley Lake, base de hidroaviões em Maine, Estados Unidos.

## Princípios Básicos
As aproximações por instrumentos são geralmente confeccionadas de forma que o piloto de uma aeronave voando sob IMC, por meio de Navegação por rádio, GPS ou INS sem qualquer assistência do Controle de tráfego aéreo, possa navegar para o aeroporto, fazer uma órbita de espera caso necessário e então voar para uma posição da qual se tenha suficiente referência visual para realizar um pouso seguro, ou executar uma aproximação perdida se a visibilidade está abaixo dos mínimos requeridos para efetuar um pouso seguro. Toda a aproximação é publicada desta forma, para que o piloto possa pousar se sofrer falha de comunicação; além de permitir a execução de aproximações por instrumentos em aeroportos em que o controle de tráfego aéreo não utilize radar, ou ainda no caso de uma falha no radar.
Um procedimento de aproximação por instrumentos pode ter até cinco segmentos separados, dependendo de como o procedimento é estruturado. Estes segmentos incluem:
- Segmento de aproximação: O segmento do qual a aeronave deixa a aerovia (voo em rota) para o fixo de aproximação inicial (IAF).
- Aproximação inicial: O segmento entre o IAF e o fixo intermediário (IF), ou o ponto onde a aeronave está estabilizada no curso intermediário ou curso final de aproximação.
- Aproximação intermediária: O segmento entre o IF ou ponto, e o Fixo de Aproximação Final (FAF).
- Aproximação final: O segmento entre o FAF ou ponto, e a pista, aeroporto, ou Ponto de Aproximação Perdida (MAP).
- Aproximação perdida: O segmento entre o MAP ou ponto da altura de decisão e o fixo de aproximação perdida na altitude discriminada.

Quando a aeronave está sob controle radar, os controladores de tráfego aéreo podem substituir algumas ou todas estas fases da aproximação com vetores radar (a provisão de proas nas quais o controlador espera que o piloto navegue sua aeronave) até a aproximação final, para permitir maiores níveis de tráfego aéreo. É muito comum que os controladores vetorem as aeronaves para o auxílio de rádio navegação de aproximação final, por exemplo, o ILS, que é utilizado na aproximação final. No caso da raramente utilizada Aproximação Controlada pelo solo (GCA), a instrumentação (normalmente o Precision Approach Radar - PAR é utilizado) está no solo e é monitorada por um controlador, que passa instruções precisas para o ajuste de proa e altitude ao piloto na aeronave em aproximação.

## Tipos de aproximação

### Sistemas e aproximações de precisão
- ILS – Instrument Landing System
- TLS - Transponder Landing System
- MLS – Microwave Landing System
- PAR – Precision Approach Radar (militar)
- LAAS – Local Area Augmentation System (um sistema de aumento baseado em solo (GBAS) para o GNSS)
- JPALS – Joint Precision Approach and Landing System
- GCA – Ground-Controlled Approach (principalmente militar)
- GLS – GNSS Landing System

### Sistemas e aproximações de não-precisão
- Localizador
- VOR – VHF Omnidirectional Range
- NDB – Radiofarol não-direcional com o Automatic Direction Finder (ADF) instalado a bordo.
- LDA – Localizer Type Directional Aid
- SDF – Simplified Directional Facility
- GPS – Sistema de Posicionamento Global (com ou sem capacidade de navegação vertical, que usualmente requer equipamentos de maior precisão, conseguidos pelo uso do sistema Wide Area Augmentation System (WAAS), European Geostationary Navigation Overlay Service (EGNOS), ou outros sistemas corretores de sinal)
- TACAN – Tactical Air Navigation (principalmente militar - utilizado em grande escala nos Estados Unidos)
- SRA – Surveillance Radar Approach (conhecido em alguns países como aproximação ASR)
- ASR – Airport Surveillance Radar (designação militar para o SRA)